# Adolf Frederic de Suècia

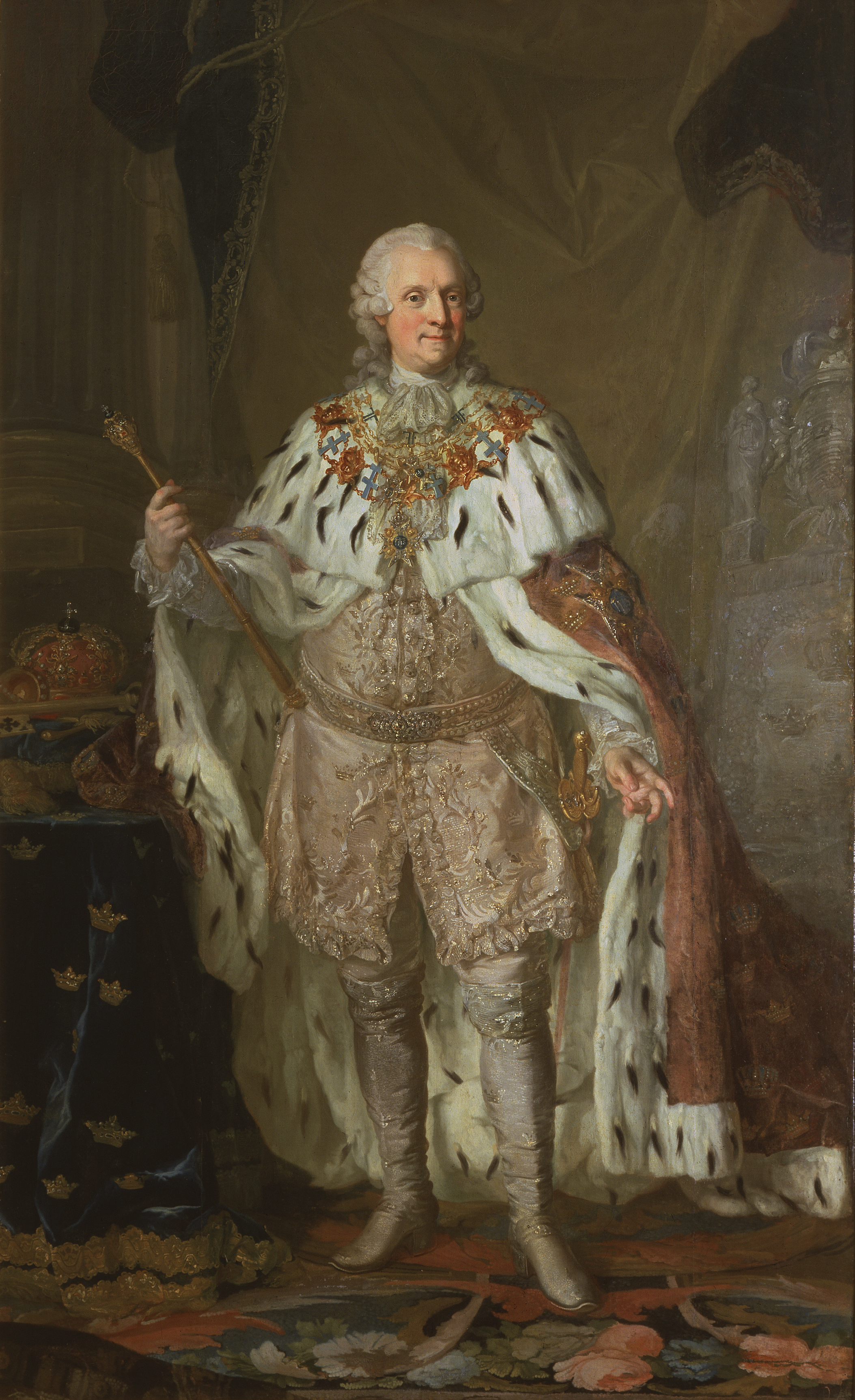
Adolf Frederic de Suècia, retratat per Lorens Pasch el Jove

Adolf Federic (Slesvig, Holstein-Gottorp, 14 de maig de 1710 - Estocolm, Suècia, 12 de febrer de 1771) fou un rei de Suècia a partir de 1751.
Fou el fill de Cristià August de Holstein-Gottorp i d'Albertina Frederica de Baden-Durlach, filla del marcgravi Frederic VII Magnus de Baden-Durlach i d'Augusta Maria de Holstein-Gottorp. Va ser també bisbe de Lübeck i administrador del ducat de Holstein-Gottorp. Va destacar per ser un dels monarques més dèbils de la història de Suècia.

## Hereu de Suècia
Adolf Frederic  va néixer al Castell de Gottorp, al ducat de Holstein-Gottorp (actual territori de Slesvig-Holstein, a Alemanya), fill de Cristián August, duc de Slesvig-Holstein-Gottorp, bisbe de Lübeck i administrador de Holstein-Gottorp (com a tutor del duc Carles Frederic). La seva mare era Albertina Frederica de Baden-Durlach, rebesneta de Catalina Vasa, la filla de Carles IX de Suècia. Pel seu costat matern, Adolf Frederic era descendent de la dinastia Vasa. Entre les seves germanes es trobava Joana Isabel, la mare de Caterina II de Rússia. En el seu baptisme, el rei Carles XII de Suècia, que havia estat convidat com a padrí, li va concedir un càrrec d'oficial dins de l'exèrcit suec.
El 1727, quan Adolf Frederic tenia 17 anys, va morir el seu germà més gran, llavors bisbe de Lübeck. La seva mare Albertina Frederica, l'economia de la qual passava per un mal moment, va poder negociar que el bisbat passés a les mans d'Adolf Frederic.
El 1739 va morir el seu cosí el duc Carles Frederic de Holstein-Gottorp -que era nebot de Carles XII de Suècia i aspirant al tron suec- i Adolf Frederic va aconseguir convertir-se, malgrat l'oposició en vida del mateix Carles Frederic en el tutor de l'hereu Pere III de Rússia, que tenia onze anys. D'aquesta manera, Adolf Frederic es va convertir en l'administrador del ducat. No va destacar per ser un brillant governant.
A Rússia, la princesa Elisabet I de Rússia, després d'una revolució a palau el 1741, es va convertir en emperadriu i va decidir adoptar al seu nebot Carles Pere Ulrico de Holstein-Gottorp (futur Pere III de Rússia) i nomenar-lo el seu successor. Adolf Frederic va decidir enviar al jove duc a Rússia, per a així romandre ell en l'administració dels ducats de Holstein-Gottorp, i quedar com el més proper a la línia de successió al tron de Suècia. Després d'acalorades discussions al parlament suec, on va ser palpable la influència russa, Adolf Frederic va ser elegit el 23 de juny de 1743 com a hereu del tron. Va assolir el govern el 26 de març de 1751 i va ser coronat el 7 de desembre del mateix any.

## Un monarca molt dèbil
Des dels seus inicis com a hereu del tron, Adolf Frederic va estar sotmès a les decisions dels partits polítics i la seva obra dins de la història sueca és insignificant. El poder raïa en el parlament, mentre que la monarquia es trobava massa debilitada. El 18 d'agost de 1744 es va casar amb la princesa prussiana Lluïsa Ulrica, la germana de Frederic el Gran. Va aconseguir un compromís del seu fill, el príncep Gustau III amb la princesa Sofia Magdalena de Dinamarca. El ducat de Holstein-Gottorp, la terra d'Adolf Frederic, era enemic declarat de Dinamarca.
Al voltant de la família real va sorgir un nou partit polític, l'anomenat partit de la cort, que pretenia augmentar el poder monàrquic. Per augmentar la seva popularitat, el rei va visitar Finlàndia i les terres del Golf de Bòtnia. Aviat el Consell Real es va queixar de les pretensions del rei d'augmentar la seva influència en aquesta instància, i el consell va decidir enfrontar obertament al monarca. Es va decidir que el conflicte fos solucionat en el parlament, i aquest va optar per afavorir el Consell Real. La decisió del parlament va permetre que es prenguessin mesures humiliants en contra d'Adolf Frederic, entre elles la facultat del consell d'utilitzar un segell amb el nom del rei per firmar les decisions del consell que el monarca es negués a ratificar.
Poc temps després, el 1756, es va parlar d'una conspiració dins de la cort que pretenia dur a terme una revolució per tornar al rei al vell poder absolut. El parlament va ordenar aixecar un registre de les joies de la corona, davant de les sospites que la reina havia començat a empenyorar-les per finançar la revolució. La revolució va fracassar, alguns dels que recolzaven al rei van ser condemnats a mort, el poder del monarca es va reduir encara més, i el parlament va amenaçar de deposar-lo del tron si continuava amb les seves intencions. Mai el poder d'un monarca suec va ser tan baix com en l'intent de revolució de 1756.
A partir de 1760, el partit de la cort va reaparèixer, i va decidir aliar-se amb el partit de les gorres, llavors amb un poder creixent. El 1765 va triomfar el partit de les gorres, i l'aliança entre aquest i la cort es va trencar, al grau que va sorgir una nova confrontació. Llavors el partit monàrquic es va aliar amb el seu antic enemic, el partit dels barrets, a fi d'enderrocar a les gorres i redactar una nova constitució. En el següent parlament, el 1769, va triomfar en el parlament una coalició entre els barrets i la cort, però mai no es va poder redactar una nova constitució, de manera que Adolf Frederic va romandre únicament com l'ombra d'un monarca fins a la seva mort.
Adolf Frederic va morir a Estocolm el 12 de febrer de 1771 per problemes digestius després d'haver acabat un opípar sopar en el qual va repetir postres 14 vegades. Encara que ha estat considerat un governant dèbil, dependent de d'altres, se sap que va ser un bon marit i pare; va portar una activa vida familiar i social, i era amant de l'art.

## Família
Del seu matrimoni amb Lluïsa Ulrica de Prússia hi va haver quatre fills.
1. Gustau III de Suècia (1746- 1792), rei de Suècia (1771-1792)
2. Carles XIII de Suècia (1748- 1818), rei de Suècia (1809-1818)
3. Frederic Adolf (1750-1803)
4. Sofia Albertina (1753-1829)